# Khalifa bin Zayed al Nahyan
Khalifa Bin Zayed bin Sultan Al Nahyan (em árabe: خليفة بن زايد بن سلطان آل نهيان; Al Ain, 25 de janeiro de 1948 – Abu Dhabi, 13 de maio de 2022), conhecido como Sheikh Nahyan ou Sheikh Khalifa, foi o presidente dos Emirados Árabes Unidos (EAU) e emir de Abu Dhabi de 2004 a 2022, substituindo o pai, Zayed bin Sultan Al Nahayan.
Ele foi substituído no cargo por seu meio-irmão Maomé bin Zayed Al Nahyan, eleito um dia após sua morte.

## Biografia

### Presidência dos EAU
Após o estabelecimento dos Emirados Árabes Unidos em 2 de dezembro de 1971, Sheikh Khalifa tornou-se vice-primeiro-ministro do Estado com o seu pai, que foi presidente. Em maio de 1976 ele tornou-se vice-comandante das forças armadas dos Emirados Árabes Unidos. Ele também dirigiu o Conselho Supremo do petróleo, onde gozava de amplos poderes em questões energéticas.
Foi eleito presidente em 2 de novembro de 2004, substituindo seu pai, que havia morrido no mesmo dia. Ele tinha sido efetivamente presidente em exercício, já que seu pai estava em estado de saúde debilitado.
Era considerado como um modernizador pró-Ocidente. No início de seu mandato, em abril de 2005, ele autorizou um aumento salarial de 100% dos trabalhadores do Estado.
Em 1 de dezembro de 2005 anunciou que metade dos membros do Conselho Nacional Federal, o órgão mais próximo de um parlamento no país, seria eleito indiretamente. No entanto, metade dos membros do conselho ainda necessitariam de ser nomeados pelos líderes dos diversos emirados que compunham os Emirados Árabes Unidos.

### Vida pessoal
Fazia parte da dinastia Al Nahyan e era conhecido por seu interesse em esportes tradicionais dos Emirados Árabes Unidos, principalmente cavalos e corridas de camelo.
O mega-edifício Burj Khalifa, no emirado de Dubai, se chama assim em sua homenagem, pois o mesmo emprestou uma quantia considerável para o término da construção, uma vez que Dubai não tinha recursos para completá-lo.
Sua fortuna estava avaliada em US$ 25 bilhões.

### Morte
Khalifa bin Zayed faleceu em 13 de maio de 2022, aos 73 anos de idade. Ele já estava afastado das atividades desde 2014, quando tinha sofrido um AVC.